# Petropavlovskiy (cráter)

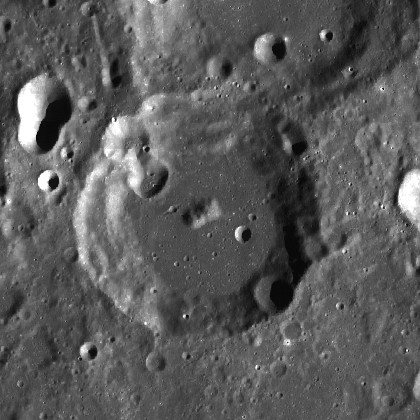
Fotografía de la misión Lunar Reconnaissance Orbiter

Petropavlovskiy es un cráter de impacto perteneciente a la cara oculta de la Luna. Está unido al borde sur del cráter ligeramente más grande Razumov, introduciéndose ligeramente en su interior. Justo al oeste se halla el cráter Frost, en el borde sur de la llanura amurallada de Landau.
|  |

Este es un elemento moderadamente erosionado, con un borde exterior desgastado que está marcado por varios impactos menores. Un par combinado de pequeños cráteres corta a través del borde del sector noroeste y la pared interna, con otro cráter pequeño localizado en el borde suroriental. El suelo interior es relativamente plano, excepto por una doble formación de pico central en el punto medio.

## Cráteres satélite
Por convención estos elementos son identificados en los mapas lunares poniendo la letra en el lado del punto medio del cráter que está más cercano a Petropavlovskiy.
|                 | \| Petropavlovskiy \| Coordenadas \| Diámetro \| \| --------------- \| ------------------------------- \| -------- \| \| M \| 34°30′N 114°42′O / 34.5, -114.7 \| 22 km \| |          |
| Petropavlovskiy | Coordenadas | Diámetro |
| M               | 34°30′N 114°42′O / 34.5, -114.7 | 22 km    |